# Charles Ellicott
Charles Ellicott (Whitwell, 25 aprile 1819 – Birchington-on-Sea, 15 ottobre 1905) è stato un vescovo anglicano e teologo britannico.

## Biografia
Ellicott ha studiato a Cambridge al St John's College, dove ha conseguito il bachelor of arts nel 1841 e il master of arts nel 1844. Nel 1847 è stato ordinato prete anglicano. Nel 1848 ha sposato Constantia Ann Becher; nello stesso anno è stato nominato vicario a Pilton, incarico che ha mantenuto per dieci anni. Nel 1858 al 1861 è stato professore di Divinity all'Università di Cambridge e al King's College a Londra. Nel 1861 è stato nominato decano della cattedrale di Exeter. Nel 1863 è stato consacrato vescovo e assegnato alla diocesi di Gloucester e Bristol, allora unificate. Nel 1897, a seguito della divisione della diocesi, è rimasto vescovo di Gloucester fino al febbraio 1905, quando ha dato le dimissioni. Ellicott ha scritto diversi libri di teologia.

## Libri principali
- Historical Lectures on the Life of Our Lord Jesus Christ: Being the Hulsean Lectures for the Year 1859. With Notes, Critical, Historical, and Explanatory, 1862
- Destiny of the Creature, 1865
- Historical Lectures on the Life of Christ, 1870
- Modern Unbelief, its Principles and Characteristics, 1877
- A New Testament Commentary for English Readers, 1878
- St Paul's First Epistle to the Corinthians: With a Critical and Grammatical Commentary, 1887
- Our Reformed Church and its Present Troubles, 1897
- The Revised Version of Holy Scripture, 1901